# Climacia amalla
Climacia amalla là một loài côn trùng trong họ Sisyridae thuộc bộ Neuroptera. Loài này được Flint miêu tả năm 1998.